# ريج (لعبة فيديو)
ريج (بالإنجليزية: Rage)‏، هي لعبة فيديو من نوع العالم المفتوح والأكشن، صدرت في الأسواق سنة 2011، وتعمل على عدة منصات، ومن بينها بلاي ستيشن 3، إكس بوكس 360 ومايكروسوفت ويندوز، وهي من دار نشر بيثيسدا سوفت ووركس الأمريكية.